# Gainas
Gainas (? - 400) fue un ambicioso líder godo que sirvió en el Imperio romano de Oriente durante los reinados de Teodosio I y del hijo de este Arcadio. 

## Biografía
Gainas comenzó su carrera militar como soldado de a pie, y más adelante dirigió un contingente bárbaro del ejército de Teodosio contra el usurpador Eugenio, en 394. En 395, combinó sus fuerzas con las de Estilicón y Eutropio para provocar la caída del prefecto de pretorio de Oriente Rufino. En 399, sustituyó a Leo en el cargo de magister militum después de que este fallara en su intento por detener las invasiones lideradas por el jefe ostrogodo Tribigildo. Gainas también fracasó al intentar detener las invasiones, aunque culpó de ello al consejero del emperador Arcadio, el eunuco Eutropio. Esta enemistad acabaría con la ejecución de Eutropio por incitación de Gainas y de la emperatriz Elia Eudoxia. 
Cada vez más frustrado por su incapacidad para controlar la situación, Gainas pidió la destitución de más ministros. Los compromisos de Gainas con Tribigildo motivaron rumores de que estaba conspirando con él y, cuando volvió a Constantinopla en el año 400, estalló una revuelta popular y 7000 de sus compañeros godos fueron asesinados por el populacho que había sido incitado por la emperatriz Eudoxia.
En respuesta, Gainas y sus fuerzas procuraron huir a través del Helesponto, pero su flota fue descubierta y destruida por un tercer cacique godo, llamado Fravitta. Después de esta batalla, Gainas y sus fuerzas restantes fueron capturados por los hunos liderados por Uldin mientras intentaban escapar al norte del Danubio. Gainas fue asesinado y su cabeza fue enviada por Uldin a Arcadio como regalo diplomático.